# Wolfgang Katzheimer
Wolfgang Katzheimer the Elder (in tedesco Wolfgang Katzheimer der Ältere; 7 aprile circa 1450 – 1508) è stato un pittore tedesco al servizio dei vescovi di Bamberg.
È  l'autore del primo "ritratto della città" di Bamberga, L'Addio degli apostoli, probabilmente per l'altare della Martinskirche di Bamberga e oggi nel Museo di Storia di Bamberga. 
Mostra gli apostoli che si salutano, dopo l'Ascensione di Cristo, ma sullo sfondo della città di Bamberga: sono ben visibili infatti l'Altenburg, la parrocchia superiore, la cattedrale di Bamberga e il monastero di Michelsberg.
È anche l'autore del bozzetto per la tomba dell'imperatore Enrico II il Santo e della moglie Cunegonda di Lussemburgo, nel Duomo di Bamberga, capolavoro di Tilman Riemenschneider, realizzata in calcare e marmo fra il 1499 e il 1513.